# Goudomp
Goudomp ist eine Stadt im Süden des Senegal. Sie ist Hauptstadt des Départements Goudomp in der Region Sédhiou.

## Geographische Lage
Goudomp befindet sich im Westen der Casamance, dem Landesteil des Senegal, der sich zwischen Gambia und Guinea-Bissau erstreckt. Die Stadt liegt 295 Kilometer südöstlich von Dakar und 39 Kilometer westlich der Regionalpräfektur Sédhiou. Die Stadt liegt am linken südlichen Ufer des Casamance-Flusses, der hier unter dem auswaschenden Einfluss der Gezeitenströmungen einschließlich der amphibischen Uferzone am Nordufer eine Breite von etwa 4,5 km hat. Das offene Meer ist noch etwa 100 Stromkilometer entfernt und im Süden rückt die Grenze zu Guinea-Bissau bis auf 12 Kilometer an den Stadtrand heran.

## Geschichte
Das Dorf Goudomp wurde zwischen 1835 und 1840 gegründet. Das Bevölkerungswachstum des Dorfes beruhte auf mehreren Wellen der Zuwanderung aus verschiedenen Volksgruppen. Die Mandinka stellen im Ergebnis mit 45 % den größten Anteil. 1990 erlangte Goudomp den Status einer Commune (Stadt). In der Folgezeit gab es durch den Casamance-Konflikt eine erhebliche Zuwanderung aus dem dörflichen Umland in die Stadt. 2008 wurde Goudomp Sitz eines Départements.

## Bevölkerung
Die letzten Volkszählungen ergaben für die Stadt jeweils folgende Einwohnerzahlen:
| Jahr | Einwohner |
| ---- | --------- |
| 1976 | 3.786     |
| 1988 | 6.408     |
| 2002 | 11.013    |
| 2013 | 12.870    |

## Verkehr
Durch die Stadt führt die Nationalstraße N 6, die auf dem Südufer des Casamance-Flusses die Regionen der Casamance untereinander und über Tambacounda mit dem Rest des Landes verbindet. Besonders wichtig ist für Goudomp, dass diese Straße eine schnelle Verbindung zu der 41 Kilometer weiter westlich liegenden Großstadt Ziguinchor bietet, da die Regionalpräfektur Sédhiou am anderen Flussufer liegt und für die Menschen in Goudomp nur per Piroge erreichbar ist, sodass diese sich lediglich für die notwendigen behördlichen Angelegenheiten dorthin wenden. Wegen aller anderen Bedürfnisse fahren sie eher in die Hauptstadt der Nachbarregion. Dort besteht zudem mit dem Flughafen Ziguinchor ein Anschluss an das nationale Luftverkehrsnetz.